# Fumana pinatzii
Fumana pinatzii är en solvändeväxtart som beskrevs av Rech. fil.. Fumana pinatzii ingår i släktet barrsolvändor, och familjen solvändeväxter. Inga underarter finns listade i Catalogue of Life.